# Генерал-хорунжий

Петлиця генерал-хорунжого армії УНР

Генера́́л-хорунжий — військове звання генеральського складу в Збройних силах УНР, Директорії, УПА і польських арміях тощо. Перше за ступенем генеральське звання після полковника, та нижче за військове звання генерал-поручник або генерал-значковий. Тотожне сучасному званню бригадний генерал (НАТО ОФ-6).

## Відомі генерал-хорунжі
- Абаза Віктор Іванович
- Алмазів Олекса Дмитрович
- Базильський Гаврило Макарович
- Башинський Еспер Іванович
- Безручко Марко Данилович
- Білецький Євген Миколайович
- Біскупський Василь Вікторович
- Богомолець Вадим Михайлович
- Бурківський Олександр Оттович
- Вовк Андрій Миколайович
- Галкін Володимир Ісидорович
- Гамченко Євген Спиридонович
- Гоголь-Яновський Микола Львович
- Греків Олександр Петрович
- Дашкевич Роман Іванович
- Дорошкевич Олександр Васильович
- Дроздовський Левко Антонович
- Єфремов Сергій Федорович
- Єщенко Микола Дмитрович
- Єлчанінов Олександр Георгійович
- Змієнко Всеволод Юхимович
- Капустянський Микола Олександрович
- Кирей Василь Тадейович
- Клименко Віктор Іванович
- Козьма Олександр Іванович
- Колодій Федір Олександрович
- Копестинський Іван Григорович
- Кузьмінський Олександр Хомич
- Кулжинський Сергій Миколайович
- Купчинський Микола Миколайович
- Кущ Віктор
- Кук Василь Степанович
- Ліпко Петро Іванович
- Мазуренко Марко Єрофійович
- Мартинюк Ілля Сильвестрович
- Мокржецький Стефан Олександрович
- Морозовський Олександр
- Мошинський Євген Іванович
- Микитка Осип
- Нельговський Василь Олексійович
- Никонів Наум Архипович
- Ніколіч Микола Миколайович
- Новицький Ігор Валентинович
- Олександр Натієв
- Олександрович Володимир Осипович
- Ольшевський Володимир Антонович
- Омелюсік Микола
- Омелянович-Павленко Іван Володимирович
- Осецький Олександр Вікторович
- Оскілко Володимир Пантелеймонович
- Омелянович-Павленко Михайло Володимирович
- Палій-Неїло Борис Васильович
- Пересада-Суходольський Михайло Степанович
- Петрів Всеволод Миколайович
- Павленко Віктор Олексійович
- Пащевський Павло Григорович
- Пилькевич Олександр Меркурійович
- Пономаренко Мусій Андрійович
- Пороховщіков Олександр Сергійович
- Прісовський Костянтин Адамович
- Пузицький Антін Олексійович
- Ревішин Олександр Петрович
- Савченко-Більський Володимир Олександрович
- Сальський Володимир Петрович
- Сварика Василь Михайлович
- Сікевич Володимир Васильович
- Совачів Василь Якович
- Стааль Герман Фердинандович
- Ткачук Михайло Герасимович
- Трутенко Валентин Максимович
- Тютюнник Юрій Йосипович
- Тютюнник Василь Никифорович
- Удовиченко Микола Іванович
- Устимович Микола Ілліч
- Федосіїв Євген Захарович
- Филонович Василь Захарович
- Чабанівський Василь Федорович
- Чехович Олександр Олександрович
- Шайбле Олександр Якович
- Шандрук Павло Феофанович
- Шаповал Микола Юхимович
- Шепель Володимир Павлович
- Шухевич Роман Йосипович
- Янів Трифон
- Янчевський Микола Миколайович
- Янченко Володимир Ананійович
- Яшниченко Микола Йосипович